# Eneko Llanos
Eneko Llanos (Vitoria-Gasteiz, 30 november 1976), is een professioneel Spaans triatleet. In 2003 werd hij wereldkampioen triatlon op de lange afstand op het eiland Ibiza.
In 2000 deed hij mee aan de eerste triatlon op de Olympische Zomerspelen van Sydney. Daar behaalde hij een 23e plaats met een tijd van 1:50.48,35. Vier jaar later wist hij op de Olympische Spelen van Athene een 20e plaats te behalen met een tijd van 1:54.52,37.
Hij is aangesloten bij Excelent Center en zijn broer Hektor Llanos doet ook aan triatlons. Hij is vegetariër.

## Titels
- Wereldkampioen triatlon op de lange afstand: 2003
- Spaans kampioen triatlon op de olympische afstand - 1997, 1998, 2003

## Belangrijkste prestaties

### triatlon
- 1995: 29e WK junioren in Cancún - 2:02.23
- 1996: 4e WK junioren in Cleveland - 1:49.58
- 1997: 8e EK olympische afstand in Vuokatti - 2:01.28
- 1997: 28e WK olympische afstand in Perth - 1:52.47
- 1998: 16e EK olympische afstand in Velden - 1:53.21
- 1998: 38e WK olympische afstand in Lausanne - 2:00.52
- 1999: 11e EK olympische afstand in Funchal - 1:49.55
- 1999: 29e WK olympische afstand in Montreal - 1:47.17
- 2000: 23e Olympische Spelen in Sydney
- 2001: 25e WK olympische afstand in Edmonton - 1:50.09
- 2002: 11e EK olympische afstand in Győr - 1:49.54
- 2002: 31e WK olympische afstand in Cancún - 1:55.03
- 2003:  WK lange afstand op Ibiza - 5:37.15
- 2003: 20e EK olympische afstand in Karlovy Vary - 1:58.53
- 2003: 27e WK olympische afstand in Queenstown - 1:58.05
- 2004:  EK olympische afstand in Valencia - 1:48.19
- 2004: 38e WK olympische afstand in
- 2004: 20e Olympische Spelen in Athene - 1:54.52,37
- 2006: 5e Ironman Hawaï - 8:22.28
- 2007: 7e Ironman Hawaï - 8:26.00
- 2008:  Ironman Hawaï - 8:20.50
- 2009: 14e Ironman Hawaï - 8:37.55
- 2010:  Ironman Lanzarote - 8:37.43
- 2012:  WK lange afstand - 5:31.39